# Георг Альбрехт (князь Остфрисланда)
Георг Альбрехт (нем. Georg Albrecht, в.-фриз. Joaris Albrecht; 13 июня 1690, Аурих, княжество Остфрисланд — 12 июня 1734, там же) —  князь Остфрисланда с 30 июня 1708 года по 12 июня 1734 года; представитель дома Кирксена. Кавалер ордена Слона (1722).

## Биография
Георг Альбрехт — второй сын Кристиана Эберхарда, князя Остфрисланда и Эбергардины Софии Эттингенской. Наследовал своему отцу в 1708 году.
В 1715 году им были приняты первые в мире правила конной инспекции. В начале его правления 25 декабря 1717 года в княжестве произошло разрушительное наводнение, во время которого погибли около трёх тысяч человек. В 1726—1727 годах возобновился конфликт дома Криксена с частью общин, получивший название Апелляционной войны, из которой Георг Альбрехт вышел победителем. Даже город Эмден, возглавивший группу общин, боровшихся с князем, признал его власть. Неумелое ведение переговоров княжеским канцлером Энно Рудольфом Бреннейсеном не привело к заключению долгосрочного соглашения между противоборствующими сторонами. Несмотря на требования князя и канцлера сурово покарать членов восставших общин, они были помилованы императором в 1732 году.
В 1729—1730 годах Георг Альбрехт обустроил гавань, которую назвал Каролинензиль в честь своей второй жены Софии Каролины, урождённой принцессы Бранденбург-Кульмбахской. Ей же он даровал имение Грёден, доходами от которого она пользовалась до своей смерти в 1764 году. Стремясь контролировать продажу алкоголя в княжестве, указом от 9 февраля 1731 года Георг Альбрехт запретил проведение игр с мячом, во время которых его подданные распивали спиртные напитки, после чего ругались и дрались. Этот указ уронил авторитет князя в глазах части жителей княжества.
Георг Альбрехт умер в Аурихе 11 июня 1734 года. Ему наследовал единственный выживший ребёнок от первого брака — восемнадцатилетний сын Карл Эдцард, последний правитель княжества Остфрисланд из дома Криксена.

### Брак и потомство
В Идштайне 24 сентября 1709 года Георг Альбрехт сочетался браком с Кристиной Луизой Нассау-Идштейнской (31.3.1691 — 13.4.1723), дочерью Георга Августа, графа Нассау-Идштейна, и Доротеи Генриетты Эттингенской. В этом браке у супругов родились четверо детей:
- Георг Кристиан (13.10.1710 — 28.4.1711), принц Остфрисландский, умер в младенческом возрасте;
- Генриетта Шарлотта (13.10.1711 — 20.10.1711), принцесса Остфрисландская, умерла вскоре после рождения;
- Карл Кристиан (4.1.1715 — 13.6.1715), принц Остфрисландский, умер вскоре после рождения;
- Карл Эдцард (18.6.1716 — 25.5.1744), князь Остфрисланда, 25 мая 1634 года в Прече сочетался браком с Вильгельминой Софией Бранденбург-Байрейтской (8.7.1714 — 7.9.1749), дочерью Георга Фридриха, маркграфа Бранденбург-Байрота и Доротеи Шлезвиг-Гольштейн-Зондербург-Бекской.

Овдовев, Георг Альбрехт 8 декабря 1723 года в Беруме сочетался вторым браком с Софией Каролиной Бранденбург-Кульмбахской (1705 — 7.6.1764), дочерью Кристиана Генриха, маркграфа Брандендбург-Кульмбаха и Софии Кристины фон Вольфштайн. Второй брак князя оказался бездетным.